# 페이디아스

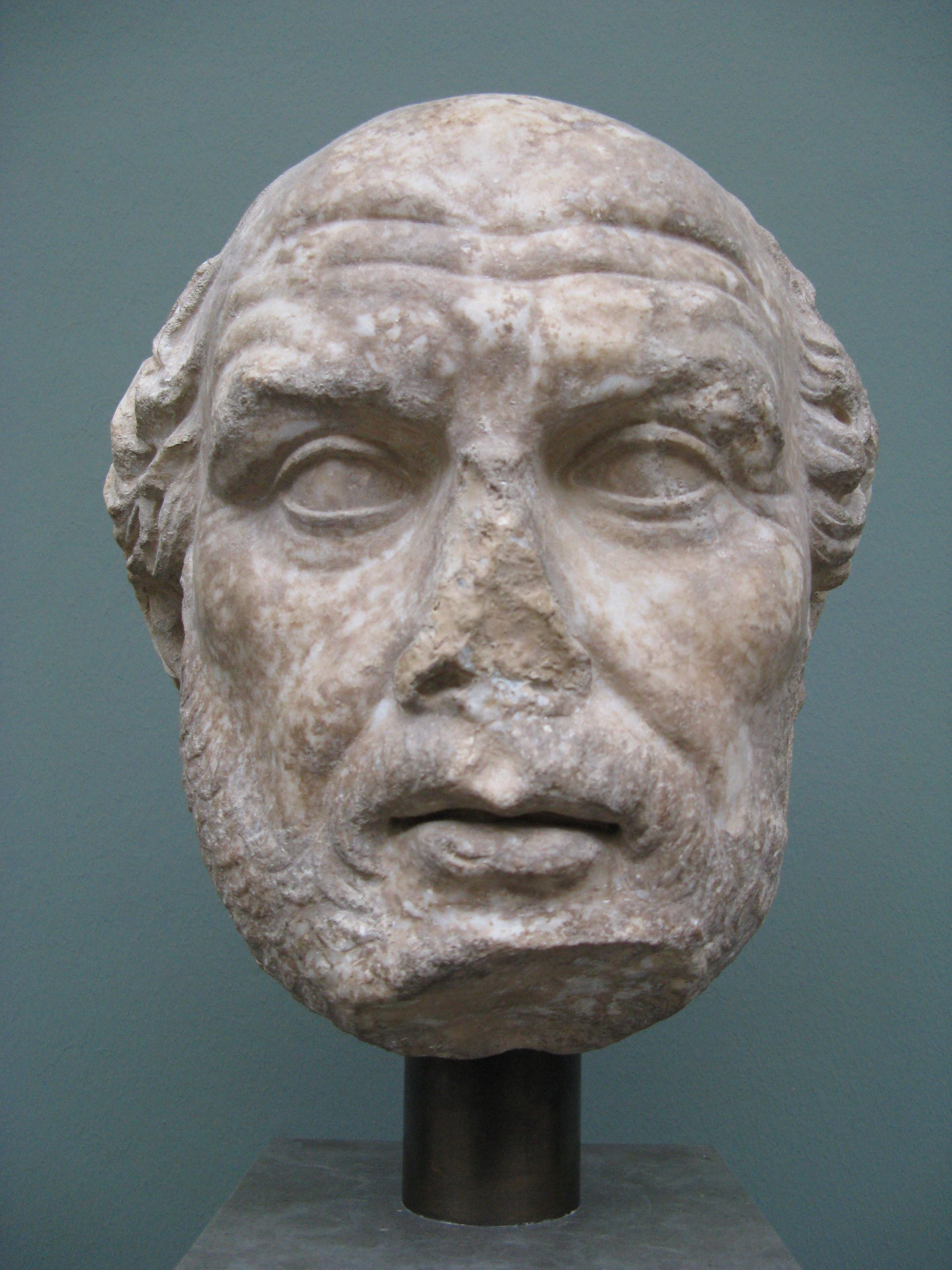

페이디아스(고대 그리스어: Φειδίας, 기원전 480년경 - 기원전 430년)는 고대 아테나이의 조각가이다. 서양 고대 최고의 조각가/건축가로 유명하다. 처음에는 그림을 배웠으나 조각에도 뜻을 두었다. 기원전 449년 페리클레스가 정권을 잡자 그의 친구인 페이디아스는 조각뿐 아니라 아테나이의 예술 활동에 대한 전체적인 지배 위임을 받았다. 그 후 15년간은 그의 전성기로서 그 동안에 아크로폴리스 언덕 위에 파르테논 신전을 재건한 것은 그의 최대의 업적이다. 특히 우수한 신상을 만들어 '신들의 상 제작자'로 칭송되었다. 대표작으로 <아테나 레무니아> <올림피아의 제우스> <아테나 파르테노스> 등이 있다.
그는 청동이나 황금·상아로써 거대한 신들의 상을 제작하여 당시 '신들의 제작자'라고 불렸다. <아테나프로마코스> <아테나렘니아>, <아테나파르테노스>, <올림피아의 제우스> 상 등은 어느 것이나 고매한 정신으로 일관된 그의 대표작인데, 특히 <아테나렘니아> 상은 가장 뛰어난 상이었다고 고대의 문헌은 전하고 있다. 그러나 이들 신상은 오늘날 한 점도 남아 있지 않다. 그의 양식을 오늘에 전하는 유일한 작품은 그의 감독 아래 건설된 파르테논 신전의 장식 조각이다.
파르테논 신전은 페르시아 전쟁을 승리로 이끈 도시의 수호여신 아테나에게 감사하기 위해 바쳐진 것이다. 조각가 페이디아스가 총감독이 되고 건축가 익티노스와 칼리크라테스의 지도 아래, 공사는 기원전 448년에 착공되어 기원전 432년에 완성되었다. 그는 직접 높이 12m의 크리셀레판틴의 본존 <아테나 파르테노스>을 제작함과 동시에 신전의 장식 조각의 제작을 지도했다.
신전의 동서 양박공은 동편에 <아테나의 탄생>, 서편에 <아테나와 포세이돈의 전쟁>이 새겨지고, 외벽(外壁) 상부를 장식하는 94면의 메토프에는 <라피타이인(人)과 켄타우로스의 전쟁> 그 밖의 것이, 또한 천장 160m에 걸친 본당 바깥쪽 상부(上部)의 큰 프리즈에는 여신 아테나로 불리는 <판아테나이의 대제사의 행려>가 훌륭하게 부조(浮彫)되어 있다. 이들 장식 조각의 대부분은 긴 세월 동안에 사방으로 흩어져 파괴되었다. 잔존하는 주요 부분은 오늘날 대영박물관의 엘진 마블스에 보존되어 있다.

## 같이 보기
- 고대 그리스 조각